# Gescher (Kibbuz)
Gescher (hebräisch גֶּשֶׁר ‚Brücke‘) ist ein Kibbuz, der im Bet-Sche’an-Senke im Nordosten Israels gelegen ist. Im Jahre 1939 gründeten ihn Einwanderer aus Deutschland. Gescher liegt im Zuständigkeitsbereich des Regionalrats des Tals der Quellen und gehört der Kibbuzbewegung an. Es liegt 10 km südlich des Kibbuz Degania Aleph und 15 km südlich von Tiberias. 2018 lebten im Kibbuz 421 Einwohner. Gescher verdankt seinen Namen der Jordanbrücke „Gescher Naharajim“, benannt nach dem am andern Ufer gelegenen Wasserkraftwerk Naharajim (hebräisch נַהֲרַיִם ‚beide Flüsse‘, d. h. Jordan und Jarmuk, die bis 1948 den zugehörigen Stausee speisten).

## Geschichte

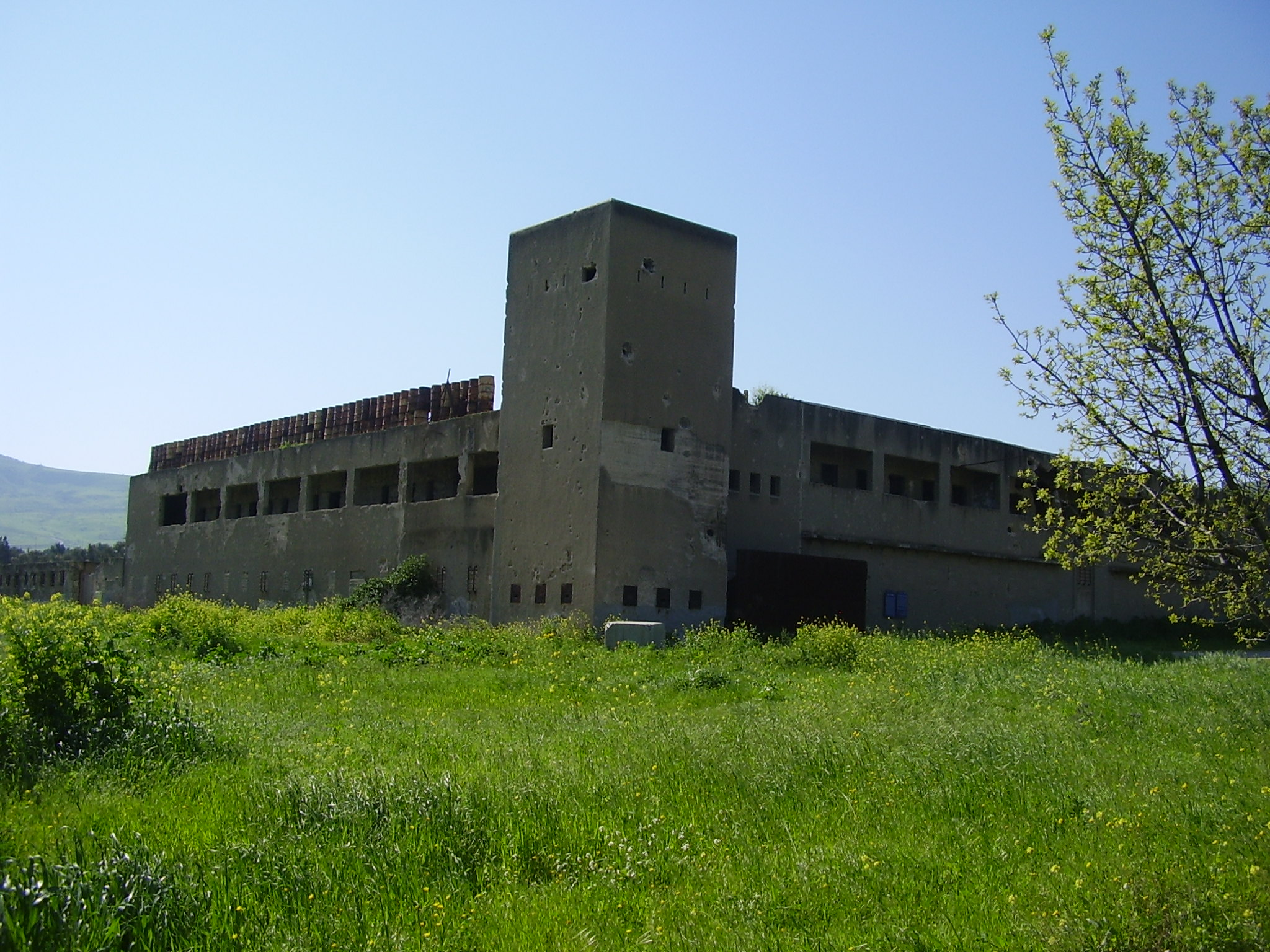
Einstiges Tegart-Fort der Palestine Police in Gescher aus Zeiten des Völkerbundsmandats für Palästina

Das Kibbuzgebiet wurde 1939 mit Hilfe von Edmond de Rothschild gekauft. Aufgebaut wurde der Kibbuz von einer Gruppe Juden, die in Palästina geboren wurden, Mitglieder der Jugendbewegung Histadrut ha-Noʿar ha-ʿOved we-ha-Lomed (deutsch: „Verband der arbeitenden und lernenden Jugend“) und einer Gruppe von jungen jüdischer Deutscher. Später folgten ihnen weitere eingewanderte jüdische Polen, Deutsche, Österreicher wie weitere jüdische Palästinenser.
Im April bis Mai 1948 lag Gescher unter Beschuss durch die irakischen Streitkräfte und der Arabischen Legion. Nach dem Krieg um Israels  Unabhängigkeit wurde die Siedlung um mehrere hundert Meter nach Nordwesten versetzt. In den 1990er Jahren erlebte der Kibbuz einen Privatisierungsprozess. Nur in den Bereichen Bildung, Gesundheit, Kultur und Freizeit wurde das Kollektiv gewahrt. Nach dem Friedensvertrag mit Jordanien wurde auf dem ursprünglichen Kibbuzgrund ein Museum zu Gescher und dem von Pinchas Ruthenberg gegründeten Wasserkraftwerk Naharajim, 1927–1932 errichtet, am östlichen Jordanufer eröffnet.

## Kultur und Sehenswürdigkeiten

### Museen
Das Museum von Gescher enthält vielfältige Aspekte: Zum einen stellt es anhand der Brücken die Geschichte des Ortes seit der Antike dar, durch den Bunker besonders auch die Kämpfe während des Kriegs um Israels Unabhängigkeit 1948/1949; sodann erfährt man vom damals sehr modernen Wasserkraftwerk und dem täglichen Leben im Kibbuz.